# Zeroar
Zeroar este un sistem de numerație distribuit în baza 0. Are un sistem bifensit de numerație încorporat. Care urmează după −1 (număr) și 1 (cifră), acesta care dintre statui ar lua. Pentru sistemul zeroalfar (în baza 0a) vezi pp. 90-96, 128 la cartea Andreea Ghiță - Analiza programării calculatoarelor. 
Distributivitatea sistemelor de numerație: 0, 1, 2, 3, 4, 5, 6, 7, 8, 9, A, B, C, D, E, F, care arată așa (zeroar, unar, binar, ternar, cuaternar, cuintar, senar, septenar, octonal, nonar, zecimal, unzecimal, duodecimal, trezecimal, patruzecimal, cincizecimal, hexazecimal, heptazecimal, optazecimal, nonazecimal, vigesimal).
Exemple:
56+56/1-7, 38+3+7, F90D6C+1+DF3094, 6/2+7+9/3 și 4/8/9/56+1/4.